# J. Melville Broughton
J. Melville Broughton Jr. (17 de novembro de 1888 - 6 de março de 1949) foi um político americano que serviu como 60º governador da Carolina do Norte de 1941 a 1945.
Mais tarde, ele serviu brevemente como senador dos Estados Unidos de 3 de janeiro de 1949 até sua morte aproximadamente dois meses depois.

## Carreira política
Ele serviu nas esferas estaduais da Carolina do Norte de 1927 a 1929. Mais tarde, foi governador no mandato de 1941 a 1945.
Teve como maiores feitos na sua administração, a introdução de uma legislação que melhorou a educação pública com período escolar de seis para noves meses. Realizou o mapeamento dos recursos naturais do estado e criou o programa de saúde.
Broughton foi um dos doze indicados na Convenção Nacional Democrata de 1944 para servir como vice de Franklin D. Roosevelt nas eleições presidenciais daquele ano.